# مستشفى هوو شين شان
مستشفى هووشينشان (بالصينية: 火神 山 医院 ؛ حرفيًا: مستشفى جبل إله النار) هو مستشفى ميداني متخصص في حالات الطوارئ يخضع لولاية وإدارة جيش التحرير الشعبي الصيني. تم إنشاؤه في الفترة من 23 يناير 2020 إلى 2 فبراير 2020 استجابة لحالات الإصابة المتزايدة بعد تفشي فيروس كورونا المستجد 2019-20.
يقع المشفى بالقرب من بحيرة Zhiyin في منطقة كايديان في مدينة ووهان في ولاية خوبي في الصين، بجانب مصحة ووهان للعمال، صمم المرفق لعزل الحالات المصابة بفيروس كورونا المستجد (2019-nCoV).
في 8 فبراير، تم افتتاح مستشفى ميداني ثان سمي مستشفى ليشينشان، باستخدام نفس النموذج.

## الخلفية

### أصل التسمية
أطلق على المشفى اسم هووشينشان حيث هووشين تعني «إله النار»، تيمنا بشخصية تشو رونغ الذي يعتبر أحد آلهة النار في الأساطير الشعبية الصينية القديمة والفلكلور.
يرتبط اسم «هوو» كذلك بمفهوم «النار» في نظرية العناصر الخمسة الخاصة بالثقافة الصينية والتي تمثل دورة صحة الفرد حيث يمكن للمعدن أن يخترق الخشب والخشب يخترق الأرض والأرض تمتص الماء والماء يطفئ النار والنار تذيب المعدن.
في الطب الصيني التقليدي، يسيطر عنصر المعدن على الرئة. ويتغلب النار على المعدن. بذلك يحاول النظام الصيني من خلال اسم المشفى بعث الأمل في أن يتم القضاء في النهاية على فيروس كورونا المستجد الذي يصيب الرئة.

### تاريخ البناء
بدأ بناء المشفى مساء يوم 23 يناير 2020 لينتهي منه في 3 فبراير.
في 27 يناير، أعلنت اللجنة الوطنية للتنمية والإصلاح عن تخصيص 300 مليون يوان صيني لدعم بناء مستشفى هووشينشان ومستشفى ليشينشان. في نفس اليوم، أعلنت مؤسسة الشبكة الحكومية الصينية عن التبرع بمواد مادية بقيمة 60.28 مليون يوان صيني لبناء المستشفيين.
في المرحلة الأولية، أعدت العشرات من الحفارات والجرافات وغيرها من معدات أعمال حفر التربة. وأعقب ذلك وضع عدة طبقات من البلاط والخرسانة. كان فريق البناء الشامل يعاني من نقص في الموظفين، حيث اضطر العديد من العمال إلى العمل في فترتين، 12 ساعة في اليوم. ومع ذلك، تمت إضافة المزيد من العمال، حيث بلغ عددهم الإجمالي 7000 شخص يعملون على مدار الساعة في ثلاث مناوبات.
تم وضع الحجر الأخير في 2 فبراير 2020. في نفس اليوم، بدأ سلاح الجو التابع لجيش التحرير الشعبي الصيني بنقل الكوادر الطبية والإمدادات إلى ووهان من أجل افتتاح المشفى، وتم تسليم المستشفى إلى الجيش. كما تفقدت نائبة رئيس مجلس الوزراء صن تشونلان المرفق والمعدات.
في 3 فبراير 2020، بدأ المشفى بقبول المرضى. حيث دخل أول شخص في الساعة 10:00 صباحًا. تابع عمليات بناء المشفيين (مستشفى هووشينشان وليشانشان) بحسب وسائل الإعلام الصينية في 28 يناير، حوالي 18 مليون مشاهدة متزامنة في المتوسط.

## العمليات والخدمة
يشرف على المستشفى 1400 شخص من الطاقم الطبي المبعوث من قبل جيش التحرير الشعبي الصيني، والذي يتكون من 950 شخصًا من المستشفيات التابعة لقوة الدعم اللوجستي المشتركة التابعة للجنة العسكرية المركزية بالإضافة إلى 450 شخصًا من الجامعات الطبية التابعة لجيش التحرير الشعبي الذين تم إرسالهم إلى ووهان في وقت سابق. يستخدم المستشفى أيضًا الروبوتات الطبية في عملياته اليومية لإيصال الأدوية وحمل عينات الاختبار.